# Pałac w Wołoczyskach
Pałac w Wołoczyskach – pałac wybudowany w miejscowości Wołoczyska.

## Opis
Piętrowy obiekt wybudowany przez Fryderyka Moszyńskiego we Frydrykowie (obecnie część Wołoczysk), na planie prostokąta, kryty dachem dwuspadowym. Od frontu niski, prostokątny szczyt, poniżej ganek zwieńczony balkonem wyznaczonym kamienną  balustradą z głównym wejściem, do którego prowadzą schody. Główny budynek połączony był parterowym łącznikiem skierowanym prostokątnie z budynkiem bliźniaczym, położonym równolegle.

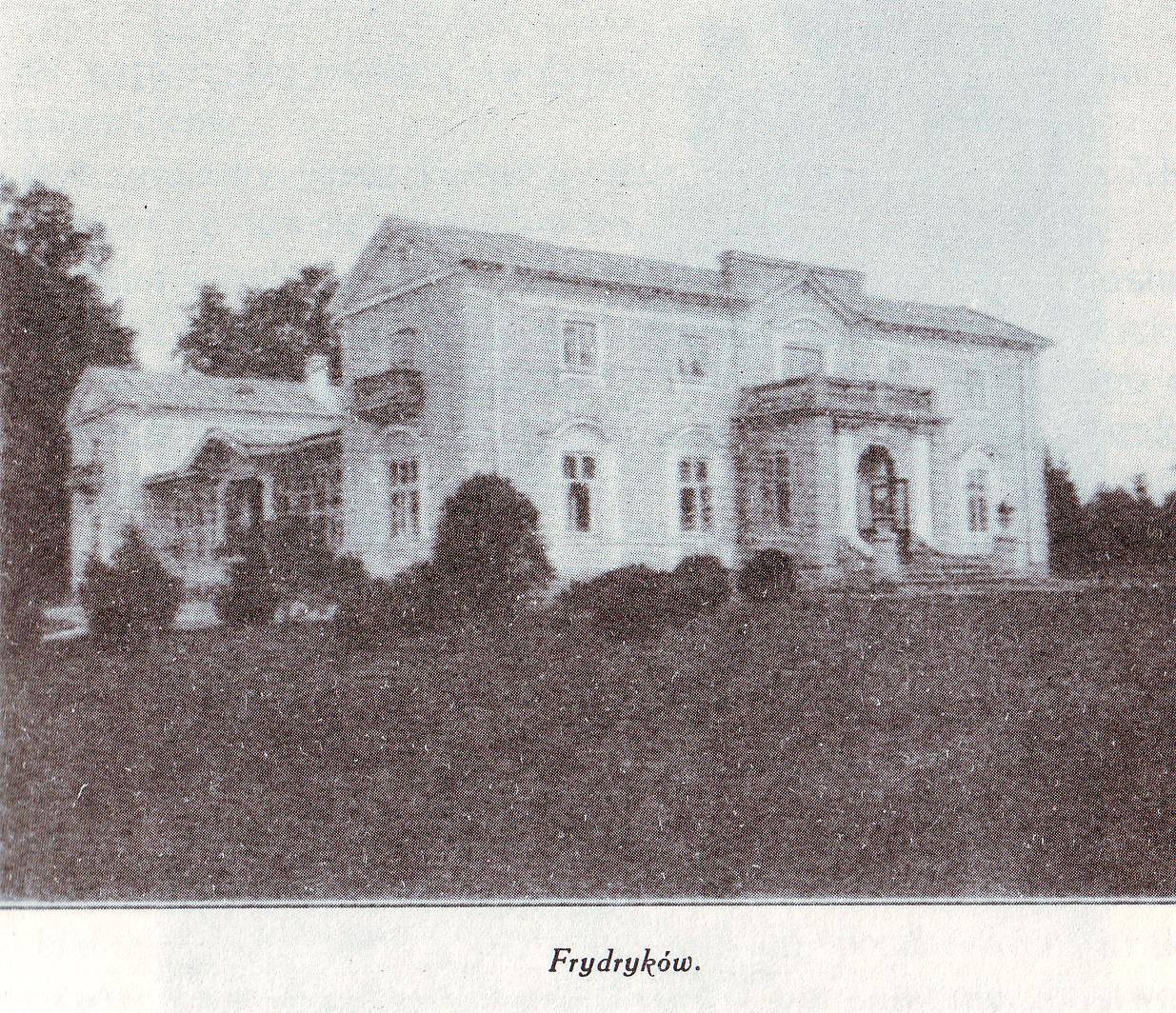
Pałac Moszyńskiego we Frydrykowie